# Goran Čelar
Goran Čelar (Zemun/Beograd, SFRJ, 17. jul 1973) bivši je profesionalni fudbaler i sadašnji fudbalski agent.
Prateći karijeru profesionalnog sportiste, sa stečenim iskustvom i znanjem Goran Čelar postaje agent mladim i talentovanim igračima — posebno poznat po svojim dobrim kontaktima u Rumuniji, Turskoj, Italiji, Španiji i Belgiji.

## Karijera
Goran Čelar je počeo da igra fudbal u FK Zemun (Jugoslovenska prva liga ) u Zemunu. On postaje najbolji strelac tima, nakon toga pravi veliki korak u svojoj karijeri i prelazi u redove turskog velikana FC Bursaspora. Sledeći korak posle Turske, za Gorana je bio klub koji se takmiči u španskoj Segunda ligi. Goran je igrao od 2001-2003 za Gimnastik de Taragona.

## Fudbalski agent
Goran trenutno radi sa mladim talentima sa Balkana. U svojoj karijeri, Goran je najviše radio sa braćom Lemić (Vlado Lemić i Zoran Lemić). Posle svoje fudbalske karijere Goran prihvata poziv svog prijatelja i započinje karijeru fudbalskog agenta, prvo kao skaut velikom broju svetskih zvezda, koje u to vreme zastupa jedna od najvećih agencija na svetu Universal Sport Group. Zatim i kao agent u istoimenoj agenciji. Tokom svoje saradnje sa Universal Sportom, mogu se izvodijiti veliki uspesi u kojima je Goran učestvovao, a neki od njih su saradnje sa najvećim svetskim klubovima poput ( FC Chelsea, FC Watford, FC PSV, FC Real Madrid, Villarreal CF , FC Inter ) i veliki broj ostalih klubova širom sveta.

## Sportski direktor
Goran Čelar je obavljao funkciju sportskog direktora u FK Zemun tokom perioda 2018-2019.

## Istorija transfera
| Sezona | Datum              | Napustio | Napustio | Napustio  | Pristupio | Pristupio | Pristupio | MV | Nadoknada |  |
| ------ | ------------------ | -------- | -------- | --------- | --------- | --------- | --------- | -- | --------- |  |
| 02/03  | 1. jul 2002        |          |          | Gimnastik |           |           | Nepoznato | -  | ?         |  |
| 01/02  | 1. jul 2001        |          |          | Bez kluba |           |           | Gimnastik | -  | -         |  |
| 00/01  | 20. februar 2001   |          |          | Bursaspor |           |           | Bez kluba | -  | -         |  |
| 00/01  | 21. septembar 2000 |          |          | FK Zemun  |           |           | Bursaspor | -  | ?         |  |

## Privatni život
Goran je sin bivšeg fudbalera Dušana Čelara kasnije jednog od najuspešnijih predsednika FK Zemun. Goran je posle svoje fudbalske karijere nastavio da živi u Marbelji (Španija ), te postao vlasnik jednog od luksuznijih restorana u centru Marbelje.
Goran ima rođenog brata Dejana Čelara, fudbalskog trenera.
Goran ima sina Dušana Čelara koji trenutno nastupa za rumunskog šampiona ekipu FK ČFR Kluž.

## Spoljašnje veze
- Goran Čelar se vratio među svoje
- Zemun doveo kapitena Voždovca Pavlovića
- Sa Vukoičićem i Dostanićem stvaramo moćan Zemun
- Goranov profil na Transfermarketu